# 拉瓦利登瓦斯
拉瓦利登瓦斯，是西班牙加泰罗尼亚赫罗纳省的一个市镇。总面积91平方公里，总人口2529人（2001年），人口密度28人/平方公里。